# Volkspark Wilmersdorf
Het openbare Volkspark Wilmersdorf is een parkgebied in de Berlijnse wijk Wilmersdorf (district Charlottenburg-Wilmersdorf). Het park ligt in de buurt van de straat Wilhelmsaue, hetgeen de voormalige dorpskern is van Alt-Wilmersdorf.
Samen met het nabijgelegen Schönebergse Rudolph-Wilde-Park vormt Volkspark Wilmersdorf een ongeveer 2,5 kilometer lange en 150 meter breed parkgebied midden in de stad. Volkspark Wilmersdorf strekt zich uit van de Kufsteiner Straße in het oosten tot de Bundesautobahn 100 in het westen. Tot het park horen ook de Fennsee bij de westelijke uitgang en twee sportvelden tussen de Uhlandstraße en de Bundesallee. Op de plaats van de sportvelden bevond zich vroeger de Wilmersdorfer See.  

## Geschiedenis
Het park was een prestigeproject van de rijke gemeente Deutsch-Wilmersdorf. De eerste plannen voor het park verschenen al in 1899. De verantwoordelijkheid voor het definitieve ontwerp lag sinds 1904 in de handen van tuinarchitect en hoofd van de gemeentelijke groenvoorzieningen Richard Thieme.
Tussen de Blissestraße en de Rudolstädter Straße werd in 1903 een regenopvangplaats uitgegraven (de huidige Fennsee). De Wilmersdorfer See verlandde elk jaar in grote mate. Het totale ontwerp van Richard Thieme uit 1912 voorzag het park in 19e-eeuwse stijl en verdeelde het park in drie delen.
- Deel A was de uitbreiding van het reeds van 1910-1912 aangelegde Rudolph-Wilde-Park in Schöneberg.

- Deel B was het gebied van de Kaiserallee (tegenwoordig Bundesallee) tot de Augustastraße (tegenwoordig Blissestraße) en werd pas van 1933–1936 naar een nieuw ontwerp uitgevoerd.

- Deel C van de Augustastraße tot de Rudolstädter Straße (uitgevoerd van 1913–1920).

Tussen 1917 en 1945 heette Volkspark Wilmersdorf Hindenburgpark.